# 阿赫亞河

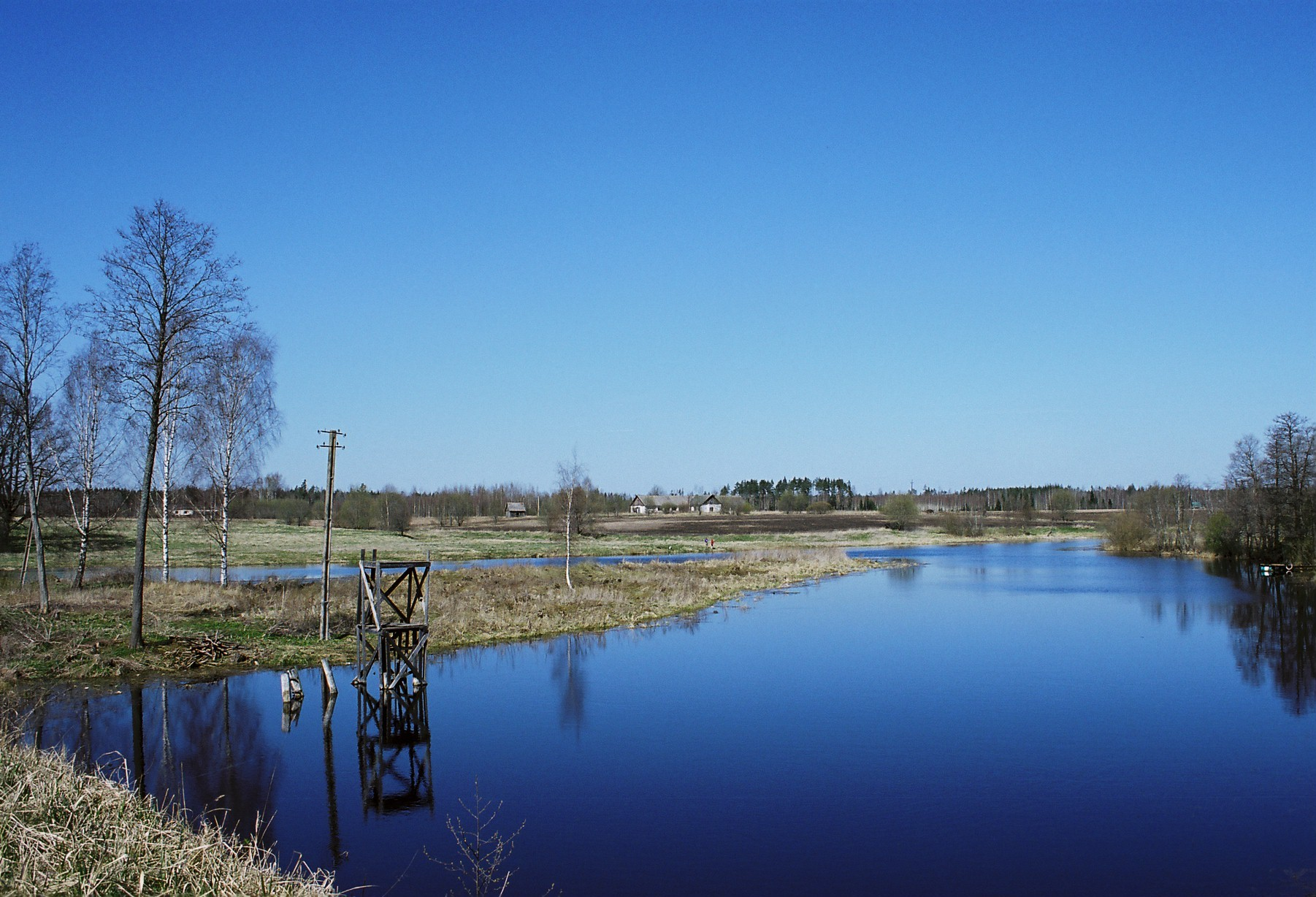
2008年的阿赫亞河

阿赫亞河是愛沙尼亞的河流，位於該國東南部，屬於埃馬河的右支流，河道全長103.4公里，流域面積1,074.3平方公里，發源自奧泰佩高地。